# McCartney III
McCartney III é o décimo oitavo álbum de estúdio do cantor e compositor britânico Paul McCartney, lançado em 18 dezembro de 2020.

## Lançamento e recepção
Foi anunciado que no dia 19 de novembro, o lançamento do álbum seria adiado por mais uma semana. Era previsto que o álbum fosse lançado em 11 de dezembro, mas em uma mensagem postada nas redes sociais de Paul, a equipe dele afirma que, devido a atrasos imprevisíveis na produção do disco, ele será lançado no dia 18 de dezembro de 2020.
McCartney III recebeu aclamação da mídia especializada.

## Faixas
Todas as faixas escritas e compostas por Paul McCartney. 
| McCartney III – Standard edition |                                   |         |  |
| N.º                              | Título                            | Duração |  |
| 1.                               | "Long Tailed Winter Bird"         | 5:16    |  |
| 2.                               | "Find My Way"                     | 3:54    |  |
| 3.                               | "Pretty Boys"                     | 3:00    |  |
| 4.                               | "Women and Wives"                 | 2:52    |  |
| 5.                               | "Lavatory Lil"                    | 2:22    |  |
| 6.                               | "Deep Deep Feeling"               | 8:25    |  |
| 7.                               | "Slidin'"                         | 3:23    |  |
| 8.                               | "The Kiss of Venus"               | 3:06    |  |
| 9.                               | "Seize the Day"                   | 3:20    |  |
| 10.                              | "Deep Down"                       | 5:52    |  |
| 11.                              | "Winter Bird / When Winter Comes" | 3:12    |  |
| Duração total:                   | Duração total:                    | 44:42   |  |

## Músicos
Paul McCartney - Todos os instrumentos, vocais, produção e gravação.